# Метида (мифология)
Мети́да, также Метис (др.-греч. Μῆτις — мысль, премудрость), — в древнегреческой мифологии богиня — олицетворение мудрости, титанида (океанида), дочь Океана и Тефиды (Гесиод, Теогония), первая супруга Зевса (Ibid.). Метида фигурирует и в орфической теогонии. (У Акусилая она дочь Эреба и Нюкты.)
Тётка (или двоюродная сестра) и воспитательница Зевса, укрытого от Кроноса на Крите.
Метида принимала различные образы, чтобы избежать воспылавшего к ней страстью её воспитанника Зевса, но тот, проявив настойчивость, сошёлся с ней.
Она помогла Зевсу вывести из утробы Кроноса проглоченных тем старших братьев и сестёр Зевса; приготовила волшебное зелье, выпив которое, Кронос изрыгнул их. В позднейшей трактовке мифа сын Метиды именуется Лаас[уточнить].
Уран и Гея (или Мойры, или даже сама Метида) предсказали Зевсу, что Метида родит ему сына, который превзойдёт его. Когда она забеременела, Зевс усыпил её ласковыми речами и проглотил (по совету; в отличие от Кроноса — не ребёнка, дождавшись его рождения)[прояснить]. После этого, через некоторое время, из его головы родилась девочка — дочь Афина, соединившая в себе мудрость отца и матери. Рождения сына ему, таким образом, удалось избежать. Находясь с тех пор внутри Зевса, Метида — его советчица, она возвещает ему добро и зло: «что зло и что благо» (Теогония, 900).
У проф. В. Г. Боруховича образ Метиды представляет собой одну из персонификаций человеческого рассудка.